# Amphilimnobia
Amphilimnobia is een geslacht van steltmuggen (Limoniidae). Het geslacht telt slechts 1 soort.

## Soorten
- Amphilimnobia leucopeza